# Жаланаш (Кызылординская область)
Жаланаш (каз. Жалаңаш) — село в Аральском районе Кызылординской области Казахстана. Административный центр Мергенсайского сельского округа. Код КАТО — 433249100.

## Население
В 1999 году население села составляло 669 человек (338 мужчин и 331 женщина). По данным переписи 2009 года, в селе проживал 681 человек (345 мужчин и 336 женщин).